# 纤维改性
纤维改性（fiber modification），指通过一定的化学或物理方法对某些纤维的性能进行改造，从而获得一种新性能的纤维。这类似于通常的橡胶改性，塑料改性等。通常，人们所穿的衣物是由纤维纺织而成，其原料可能是天然材料也可能來自人工合成，但是原料狀態不一定完美，例如可能不太好染色，因此需要通过一系列方法对其进行改造，从而使纤维更加适合使用，此即為纤维改性在生活中最普遍的应用。传统改性方法有化学法（如共聚或接枝共聚等方法）及物理法（如共混），近年來亦發展出生物法。经过物理变性的纤维有异形纤维、变形纤维和复合纤维，使用化学方法改性的纤维則有接枝纤维、共聚纤维和经化学后处理变性的纤维等。纤维改性與纤维改形不同，改形只是改变纤维的形态，例如将蚕丝纤维改形成膜体和粉体等。

## 历史
纤维材料的应用可追溯到公元前两三千年，当时的人们就知道通过动物的皮毛来进行纺丝，是人类文明发展的一个不可或缺的部分。后来随着科技的发展，纤维材料在制造、加工、应用方面都得到了革命性的发展，同时新纤维材料也不断被成功开发，各种新型纤维不断出现，给人类的生活带来了翻天覆地的变化。可是天然纤维的使用开始于古代，而人工合成的化学纤维只是在最近50年才被开发出来。虽然化学纤维的历史很短，但其发展速度却非常之快，用途也越来越广泛。相比之下，天然纤维的发展则相对比较缓慢。实际上，现在应用于天然纤维上的许多新工艺和新技术首先是在化学纤维领域被开发出来，而后才逐渐被应用到天然纤维上。天然纤维的使用开始于史前时期。史前的人类就开始利用亚麻植物上的麻纤维捻成纱线，然后织成面料。目前，主要有四种天然纤维：棉、蚕丝、亚麻和羊毛。
利用再生纤维（人造纤维）或合成纤维来提高生活质量，开始于粘胶纤维的产生。粘胶纤维作为第一个化学纤维，于1910年投人生产。从那时起，就开始有很多种化学纤维被广泛应用于服装、室内装饰和工业用纺织品化学纤维具有很多天然纤维不具有的特性。每年人们都会在服装、室内装饰、医药卫生、工业用纺织品等领域发现化学纤维的一些新用途。以前，有很多服装设计师不喜欢使用化学纤维面料，但现在已有一些设计师成了化学纤维的狂热支持者，如：卡尔·拉格费.

## 改性思路
纤维材料改性的基本思路大都以最终目标性能为指导，充分利用或开发与之相适应的加工、改性方法，再进行设计和制备。
例如，对于天然纤维及生物质纤维材料，出于其本身的良好服用性能及特性，改性目标大都针对其某些弱点或拓展其功能化应用。原则上是要在保持其原有优异性能的前提下，赋予新的性能。而对于合成纤维改性的主要目标是赋予其天然纤维的性能，或满足特殊性能的需要，如高强、高模、高弹、耐热及各种特殊功能等。为此，必须对天然纤维及合成纤维的结构与性能的关系有系统而深刻的了解。然而，模仿天然纤维并不是简单再现其组织结构，更重要的是通过对纤维的改性，模拟天然纤维的功能。然而，出于纤维结构与性能错综复杂的关系，当采用某种方法改善某一种性能时，不可避免地会引起其他性能的变化。如用共聚合改进疏水性合成纤维的吸湿性或染色性时，往往伴随熔点降低或强度下降。因此，在改性中必须防止纤维有价值的性质受到过多的影响．应在相互矛盾的效应中求得综合平衡或“加合效应”，使纤维材料获得更高的使用价值和更广泛的用途。

## 改性方法

### 化学法
聚合物的化学改性是通过聚合物的化学反应，改变大分子链亡的原子或原于团的种类及其结合方式的一类改性方法。经化学改性，改变了已有大分子的化学结构，从而改善纤维的性能或赋予其新的性能。化学改性的效果具有耐久性，但化学结构的改变，在一定程度上也会引起结构的某些变化，从而引发纤维一系列性能的变化。包括有：
- 接枝和嵌段共聚改性：接枝和嵌段共聚物都是多织分聚合物，并可能是多相。通过接枝和嵌段共聚，可以将亲水的和亲油的、酸性的和碱性的、塑性的、高弹性的以及互不相容的两种链段键接在一起，赋予其特殊的性能。因此，聚合物的接枝和嵌段改性，已成为扩大聚合物应用领域、改善聚合物材料性能的一种简单而又行之有效的方法。
- 共聚改性：通过在聚合物主链上引入第三、第四组分，从而部分或全部破坏聚合物的结晶性能，改变大分子链的刚性．提高分子链间的相互作用力，或是在大分子结构引入一定的极性基团，改善聚合物对染料的亲和力。由于这种改性是在大分子结构中进行的，因此相对于其他的纤维改性而言其效果具有明显的持久性。
- 化学反应改性：化学反应改件是利用聚合物大分子上的反应性基团按分子设计进行化学反应，从而改善聚合物的性能或提供特殊功能。例如，聚丙烯脂(PAN)大分子的侧基是氰基(一CN)，其极性强，较活泼，可进行各种化学反应。PAN纤维在受热时相邻氰基间发生缩合反应，脱氢形成由萘啶环构成的梯形大分子。此时PAN纤维具有优良的阻燃件和耐热性，称为预氧化纤维。经进一步热处理脱去杂原子，形成碳纤维。[4]
- 交联改性：纤维交联的目的主要是为了改善纤维的水溶性和力学性能。例如利用酸酐及醛与壳聚糖纤维表面的一NH2反应可对壳聚糖纤维交联，酸酐交联的壳聚糖纤维不溶于水且强度也可提高．而醛交联的纤维在提高纤维强度的同时，往往易使纤维变脆。
- 表面化学处理改性：表面处理改性是通过化学方法，改变已有成纤高聚物大分子的表面化学结构及粗糙程度，以达到改善纤维的表面性能的目的。例如表面氧化处理、表面涂层处理改性等。可参见表面改性技术

### 物理法
物理改性通常是利用各种物理方法及手段，在不改变成纤高聚物大分子主体结构的情况下，通过改变纤维的聚集态结构、形态结构、表面成分等达到改善纤维性能的目的。陶瓷纤维、金属纤维的成型及晶相结构的转变，通常与熔法纺丝及烧结方式的调控有关，而这都是物理改性及加工方法的结果。包括有：
- 等离子体改性：早在20世纪60年代木，等离子体技术就被用在有机材料的改性上，如今，作为一种表面改性技术，其应用也越来越广。等离子体技术具有以下优点：(1)较之传统的化学处理，等离子表面改性是一种干式工艺，不需要水和化学试剂，因此只有节能、无公害的优点，是一种更经济更环保的处理技术；(2)与同为于式工艺的放射线处理、电子束处理、电晕处理等相比，其独特之处在于等离子体表面处理的作用深度仅为表面极薄的一层，一般在离表面50—100m的表层发生物理或化学变化，因而能使界面物性显著改善而纤维的本体性能不受影响。[5]

- 射线照射改性：通过射线的照射来改变分子结构从而引发性能转变的改性方法。
- 电晕处理：是一种电击处理，它使材料表面具有更高的附着性。
- 共混改性：通过与其它材料共混或者在制备过程中添加助剂而使各自性能互补从而最终材料性能变化的一种方法。
- 超声波改性：与电磁波不同的是，超声波传递时会使弹性介质中的粒子发生振荡，并通过介质按超声波的传播方向来传送能量。超声波对纤维结构的影响不是来自声波与纤维分子的直接作用，而是聚集声能的超声空化作用。利用超声波技术，通过增加纤维表面极性基团的含量和纤维表面的粗糙度来提高界面性能．是一种对纤维无损害、能够提高材料机械性能的有效方法。
- 成型后处理改性：改变纺丝和后处理条件，可制备干热收缩率小的纤维，这也算是一种改性方法。如在纺制涤纶短纤维时，前纺提高喷丝头拉伸，增加吹风风速，后面降低拉伸温皮和拉伸倍数。低收缩纤维的制备原则和制备高收缩纤维的相反，要求纤维的结晶度比常规纤维高、非晶比例小，可采用共缩聚改件，也可改变纺丝和后处理工艺。

### 生物法
这是近年来才出现的一种新的改性方法，它运用生物技术，如基因工程和生物合成技术等，这样不仅能增加纤维产品改性的途径和提高现有纤维的性能，而且能创造一些全新的“生物纤维”。这就是化学学科与生物学科的综合。

## 常见改性实例

### 吸水性改性
- (1)聚乙烯醇纤维的改性，将聚乙烯醇纤维加至顺丁烯二酸酐的有机溶剂中，混合加热，聚乙烯醇上的羟基和酸酐上的羧基发生缩合反应，聚乙烯醇分子的侧链部分酯化，引入了羧基，提高了纤维的亲水性，同时使分子间形成了交联结构，制得了高吸水性聚乙烯醇纤维。
- (2)人造丝纤维的改性，将人造丝短纤维加至氢氧化钠、丙烯酰胺、双丙烯酰胺、乙酸组成的混合溶液中，在室温中浸渍5min，过滤后，加热至120℃，干燥后再用盐酸中和，过滤，用甲醇洗净，干燥得吸水性纤维状物。
- (3)聚丙烯腈丝的改性，将聚丙烯腈丝在10％的氢氧化钠溶液中加热至沸腾，这时吸水性较弱的腈基与氢氧化钠反应生成吸水性较强羧基钠，用盐酸中和、甲醛处理，形成了交联结构，迸一步提高吸水性，得到高吸水性纤维。

### 强度改性
拉伸是提高化学纤维强度的一个重要方法。常规的熔体纺丝及溶液纺丝法纺出的初生纤维结晶度和取向度都较低，拉伸工序首先破坏初生纤维的自然结晶，在拉伸应力和热效应的作用下，大分子链段的活动性增加，各种结构单元沿着纤维轴向取向聚集，重新排列，增加新的结合点，使纤维中更多的分子链处于最佳的应力承受状态，提高了纤维的结晶度和取向度，从而提高纤维强度。例如聚丙烯腈(PAN)纤维沿分子轴无序而分子链侧向却因极性很强的氰基的相互作用而形成有序结构，整个大分子琏形成螺旋状立体构象，高倍拉伸可使PAN纤维分子链沿纤维轴取向，强度提高。在工业生产中，因一次牵伸的倍数有限，常采用两次或多次牵伸来达到要求。

### 染色性改性
难染色的关键是由纤维本身的结构与性能所定。从这个角度来看，要解决这一问题大致有两种途径，一是对纤维表面进行改性，另一种方法是加入其他组分，进行共混改
性或在聚合时加入其他单体进行共聚改性，通过纤维结构的疏松化(但要保持原有的力学性能)或使纤维内部具有染色性，例如改进聚丙烯染色性的常用方法是在聚丙烯中加入可染性组分，使聚丙烯纤维中产生染料的接受体，给予一定的染色位置。

## 相关专利
据SOOPAT专利搜索引擎结果，目前已经审核完成的中国地区的有关纤维改性的专利没有审核通过的有85项，而正在审核中的有75项，而已经审核完成的有93项，具体情况如下：